# Lobo malo
Lobo malo (Bad Wolf) es el duodécimo episodio de la primera temporada moderna de la serie británica de ciencia ficción Doctor Who, emitido originalmente el 11 de junio de 2005. Es la primera parte de una historia en dos partes que concluye con El momento de la despedida, emitida el 18 de junio.

## Argumento
El Noveno Doctor, Rose y Jack Harkness se encuentran separados, despertando con amnesia temporal en varios concursos de televisión. El Doctor se encuentra en la casa de Gran Hermano, presentado por la Davinadroide; Rose acaba en el plató de El rival más débil, presentado por Anne Droide; y Jack se despierta frente a dos androides femeninas que le ofrecen un cambio de look al estilo del programa Cambio de look. Los tres descubren que los programas tienen un resultado mucho más letal que sus versiones del siglo XXI. En El rival más débil y Gran Hermano, los concursantes que pierden son desintegrados. En Cambio de look, los participantes pasan por una barbárica cirugía estética. El Doctor escapa de su programa, trayendo con él a una concursante llamada Lynda. Descubren que se encuentran en el Satélite 5, que habían visitado anteriormente en Una jugada larga. Lo han llamado la Estación de Juegos, y ahora está bajo el control de la Corporación Lobo Malo. Lynda le explica que, hace 100 años, el Satélite 5 dejó de emitir y la humanidad se quedó confundida y perdida.
El Doctor junto con Jack, que tras escapar se encuentra con ellos y Lynda, buscan a Rose. La encuentran justo cuando ha perdido en la ronda final de El rival más débil y la desintegran ante los ojos de sus amigos. Son arrestados, pero escapan de su encierro y viajan a la sala de control en la habitación 500. Allí conocen a la controladora, una humana cibernética. La controladora aprovecha la cobertura de una llamarada solar para hablar directamente al Doctor, diciéndole que sus amos no la pueden oír durante la llamarada. La controladora usó un transmat para esconder al Doctor y sus acompañantes en los juegos, ya que sus amos no los ven. La llamarada solar acaba antes de que pueda decirle quién la controla. Jack encuentra la TARDIS, que utiliza para descubrir que los perdedores no son desintegrados, sino transmateados fuera de la estación. La controladora comienza a darle al Doctor las coordenadas del transmat, a sabiendas de que sus amos la oyen. La controladora desaparece en un transmat y despierta en una nave espacial, donde sus amos la matan. Rose despierta en el suelo de otra nave y queda horrorizada ante la visión de un Dalek que se aproxima. El Doctor y Jack descubren una señal de la estación que está escondiendo algo que orbita alrededor de la Tierra. Cancelan la señal y revelan una flota de naves Dalek. Los Daleks abren un canal de comunicación con el Doctor, amenazando con matar a Rose si interfiere. El Doctor rechaza retirarse y jura rescatar a Rose y acabar con los Daleks.

### Continuidad
En una de las rondas de El rival más débil, una de las respuestas correctas es Torchwood, siendo la primera aparición del nombre en Doctor Who. Torchwood sería el arco argumental de la siguiente temporada. Cuando el Doctor intenta escapar por primera vez de la casa de Gran Hermano, Lynda revela que hay una cerradura sellada. Las cerraduras selladas se vuelven a mencionar en Reunión escolar (2006), La evolución de los Daleks (2007), y 42, donde se menciona que son el único tipo de cierres que el destornillador sónico no puede abrir. Aquí se dice que haría falta una bomba nuclear para penetrar en el exo-cristal, mencionado por primera vez en El fin del mundo. La palabra "transmat" se había utilizado por primera vez como abreviatura de "transmisión de materia" en The Ark in Space (1975), y desde entonces ha sido el término estándar en la serie para referirse al teletransporte.
Mientras concursa en El rival más débil, Rose responde correctamente una pregunta sobre el Rostro de Boe, que apareció por primera vez en El fin del mundo, 5 mil millones de años después que la época de Lobo malo. El Rostro de Boe también se menciona en Una jugada larga, y apareció en un papel mayor en Nueva Tierra y Atasco. La pregunta de Rose sobre el Rostro de Boe también establece que es el habitante más viejo de la "Galaxia Isop", que también es donde se encuentra el planeta Vortis que aparece en The Web Planet. Jack y el Doctor son sentenciados a ir a la Colonia Penal Lunar, donde enviaron al Tercer Doctor en Frontier in Space.
La voz de Davinadroide le dice al Doctor que está en el canal 44000 y le pide que no diga tacos, parodiando las peticiones que la presentadora de Gran Hermano, Davina McCall hace durante las conexiones en directo a la casa en Big Brother UK. La sintonía del programa suena de fondo durante este y otros fragmentos del episodio. La frase final del Doctor en el episodio es "Voy a por ti", que es el anuncio tradicional de Davina McCall a los concursantes que están a punto de ser expulsados de la casa de Gran Hermano en Reino Unido.
Salvo por el ficticio Bear with Me, todos los demás programas que Lynda menciona que vienen de la Estación de Juegos están basados en programas populares británicos de concursos e imagen: Call My Bluff, Countdown, Ground Force, Wipeout y Stars in Their Eyes.

## Producción
Un título provisional de este episodio fue Gameshow World (El mundo de los concursos). Este fue el último de los episodios cuyo título se desveló en 2005. Antes, el episodio se refiere en las promociones como El momento de la despedida (primera parte), y la segunda parte se convirtió simplemente en El momento de la despedida.
El equipo de producción originalmente pretendía mostrar las nalgas de Jack desnudo en pantalla. La escena se rodó, pero el departamento de política editorial de la BBC se entrometió y lo vetó, la única vez que le quitaron la autoridad al equipo de producción durante la temporada de 2005. Según los comentarios del DVD del episodio, la música que suena de fondo cuando aparece la flota Dalek incluye un coro que canta "¿Qué está pasando?", traducido al hebreo como "Mah Kor'ei". Russell T Davies menciona que la "palabra arco" de la siguiente temporada, "Torchwood", se mencionó en esta, y también que es un anagrama. En efecto, "Torchwood" es un anagrama de "Doctor Who".